# Muchelney
Muchelney [ˈmʌtʃəlnɪ] is een civil parish in het bestuurlijke gebied South Somerset, in het Engelse graafschap Somerset met 195 inwoners.